# يناير 2020
يناير 2020 هو الشهر الأول من عام 2020. بدأ الشهر يوم الأربعاء، وينتهى يوم الجمعة بعد 31 يومًا.

## بوابة:أحداث جارية
| \| 1 يناير 2020 (الأربعاء) \| عدل \| تاريخ \| راقب \| تصفح \| |     |       |      |      |
| - رسالة أمريكا إلى إيران: بشأن اقتحام السفارة الأمريكية في بغداد (سكاي نيوز) - الحكومة الجديدة بتونس: يعلن عن تركيبتها غدا ورئيسها متفائل بنيلها ثقة البرلمان (الجزيرة) - تجدد الاشتباكات بين الجيش الليبي وقوات الوفاق قرب طرابلس (العربية) - وزير الخارجية الأميركي مايك بومبيو: الهجوم على السفارة الأميركية في بغداد دبره إرهابيون (العربية) - البنتاغون يرسل 750 جنديا للعراق، و4 آلاف آخرين يتجهزون (العربية) - ترامب: إيران ستدفع ثمنا باهظا إذا وقعت خسائر في الأرواح بأي منشأة أمريكية (رويترز) - الجيش العراقي: انسحاب جميع المحتجين من محيط السفارة الأمريكية في بغداد (رويترز) |     |       |      |      |
| |     |       |      |      |
| 1 يناير 2020 (الأربعاء) | عدل | تاريخ | راقب | تصفح |

| 1 يناير 2020 (الأربعاء) | عدل | تاريخ | راقب | تصفح |

| \| 2 يناير 2020 (الخميس) \| عدل \| تاريخ \| راقب \| تصفح \| |     |       |      |      |
| - وزير الدفاع الأمريكي مارك إسبر: نتوقع هجمات جديدة على قواتنا في العراق، وهدد بشن ضربات استباقية ضد فصائل موالية لإيران (الجزيرة) - كارلوس غصن: لبنان يتسلَّم مذكرة توقيف دولية بحق الرئيس السابق لشركة نيسان (بي بي سي) - حزب الله يهدد نواب البرلمان في العراق، والبرلمان يجيب: لا تستطيعون! (العربية) - الجيش الليبي يتقدم جنوب طرابلس ويقصف مواقع "الوفاق" (العربية) - قناة العربية والحدث تنعيان الزميلة الإعلامية نجوى قاسم (العربية) - السودان يتوعد الجناة بعد سقوط 24 قتيلا غربي دارفور (سكاي نيوز) - السودان: قتلى إثر تحطم طائرة عسكرية في دارفور (سكاي نيوز) - فرنسا تدين "بشدّة" الهجوم على السفارة الأميركية في بغداد (سكاي نيوز) - الأردن يتلقى أول إمدادات للغاز الطبيعي من إسرائيل (رويترز) |     |       |      |      |
| |     |       |      |      |
| 2 يناير 2020 (الخميس) | عدل | تاريخ | راقب | تصفح |

| 2 يناير 2020 (الخميس) | عدل | تاريخ | راقب | تصفح |

| \| 3 يناير 2020 (الجمعة) \| عدل \| تاريخ \| راقب \| تصفح \| |     |       |      |      |
| - مقتل قائد فيلق القدس قاسم سليماني مع أبو مهدي المهندس في قصف جوي صاروخي أميركي قرب مطار بغداد الدولي (العربية) - إسرائيل ترفع حالة التأهب على الحدود بعد اغتيال سليماني (سكاي نيوز) - العشرات من موظفي النفط الأمريكيين يستعدون لمغادرة العراق (رويترز) - عادل عبد المهدي يندد باغتيال أمريكا لقاسم سليماني (رويترز) |     |       |      |      |
| |     |       |      |      |
| 3 يناير 2020 (الجمعة) | عدل | تاريخ | راقب | تصفح |

| 3 يناير 2020 (الجمعة) | عدل | تاريخ | راقب | تصفح |

| \| 4 يناير 2020 (السبت) \| عدل \| تاريخ \| راقب \| تصفح \| |     |       |      |      |
| - الجيش العراقي: سقوط صواريخ داخل المنطقة الخضراء وحي في بغداد وقاعدة جوية بمحافظة صلاح الدين دون خسائر بشرية (رويترز) - إندونيسيا تعاني من فيضانات خلفت 47 قتيلاً تعتبر الأسوأ منذ عام 2007 (العربية) - الحكومة العراقية تقيد عمل القوات الأمريكية على أراضيها (العربية) |     |       |      |      |
| |     |       |      |      |
| 4 يناير 2020 (السبت) | عدل | تاريخ | راقب | تصفح |

| 4 يناير 2020 (السبت) | عدل | تاريخ | راقب | تصفح |

| \| 5 يناير 2020 (الأحد) \| عدل \| تاريخ \| راقب \| تصفح \| |     |       |      |      |
| - البرلمان العراقي يؤيد دعوة الحكومة لإنهاء وجود القوات الأجنبية بغياب الكتل السنية والكردية (رويترز) - أمريكا تشعر بخيبة أمل من تصويت البرلمان العراقي وتدعو لإعادة النظر (رويترز) - التحالف العسكري بقيادة أمريكا يؤكد وقوع هجومين على قاعدتين عراقيتين تستضيفان قواتهِ (رويترز) - وزير خارجية بريطانيا دومينيك راب يلتقي بنظيرهِ الأمريكي مايك بومبيو يوم الخميس لبحث عملية قتل واشنطن للقائد العسكري الإيراني قاسم سليماني (رويترز) - وزير الصحة في ليبيا: مقتل أكثر من 28 شخصا في هجوم على أكاديمية عسكرية بالعاصمة الليبية طرابلس (رويترز) - حركة الشباب الصومالية تهاجم قاعدة عسكرية في كينيا تستضيف قوات أمريكية (رويترز) - دونالد ترامب: سنضرب 52 موقعا إيرانيا إذا استهدفت طهران أميركيين (العربية) - واشنطن تدفع الآلاف من "جنود البحرية الأمريكية" عاجلاً إلى الشرق الأوسط (العربية) |     |       |      |      |
| |     |       |      |      |
| 5 يناير 2020 (الأحد) | عدل | تاريخ | راقب | تصفح |

| 5 يناير 2020 (الأحد) | عدل | تاريخ | راقب | تصفح |

| \| 6 يناير 2020 (الإثنين) \| عدل \| تاريخ \| راقب \| تصفح \| |     |       |      |      |
| - قوات التحالف تعلن وقف (التدريب ودعم العمليات ضد داعش) بسبب الهجمات (العربية) - ميليشيات العراق في حذر، مع تجنب ظهور وتغيير هواتف بعد مقتل قائد فيلق القدس في الحرس الثوري الإيراني، قاسم سليماني (العربية) - ترامب يهدد بفرض عقوبات على حكومة بغداد بعد دعوة البرلمان العراقي لرحيل القوات الأمريكية (رويترز) - سعر النفط يعاود الصعود مع تراشق إيران وترامب بالتهديدات (رويترز) - حشود ضخمة في إيران لحضور جنازة سليماني وابنته تحذر أمريكا من "يوم أسود" (رويترز) |     |       |      |      |
| |     |       |      |      |
| 6 يناير 2020 (الإثنين) | عدل | تاريخ | راقب | تصفح |

| 6 يناير 2020 (الإثنين) | عدل | تاريخ | راقب | تصفح |

| \| 7 يناير 2020 (الثلاثاء) \| عدل \| تاريخ \| راقب \| تصفح \| |     |       |      |      |
| - وزير الدفاع الأميركي مارك إسبر: لن نغادر العراق (سكاي نيوز) - دونالد ترامب: لن نترك العراق لإيران.. وستدفع إيران الثمن إذا هاجمت قواتنا (سكاي نيوز) - وفاة خميس العويران لاعب المنتخب السعودي السابق (سكاي نيوز) - إيران: 56 قتيلاً و213 جريحاً سقطوا في تدافع حصل خلال جنازة قاسم سليماني، وتأجيل الدفن (العربية) - ألمانيا تخفض عدد قواتها في العراق لمخاوف أمنية بعد مقتل قاسم سليماني في مطار بغداد (رويترز) - آلاف يحتشدون لتشييع القيادي بالحشد الشعبي أبو مهدي المهندس في البصرة جنوب العراق (رويترز) - تحطم طائرة عسكرية باكستانية ومقتل طيارين اثنين (رويترز) - الاتحاد الأوروبي يرفض الخطط التركية لإرسال عسكريين إلى ليبيا (رويترز) |     |       |      |      |
| |     |       |      |      |
| 7 يناير 2020 (الثلاثاء) | عدل | تاريخ | راقب | تصفح |

| 7 يناير 2020 (الثلاثاء) | عدل | تاريخ | راقب | تصفح |

| \| 8 يناير 2020 (الأربعاء) \| عدل \| تاريخ \| راقب \| تصفح \| |     |       |      |      |
| - البنتاجون: إيران تشن هجوما كبيرا على القوات الأمريكية في العراق (رويترز) - تحطم طائرة أوكرانية تحمل 176 شخصا في إيران (رويترز) - سقوط مجموعة صواريخ على قاعدة عين الأسد الجوية التي تستضيف قوات أمريكية في العراق (رويترز) - الحرس الثوري يستهدف قاعدة تضم قوات أمريكية في محافظة الأنبار (العربية) - سقوط صاروخين قرب السفارة الأمريكية في المنطقة الخضراء ببغداد (العربية) - إيران تعلن عن "هجوم الانتقام".. وتنشر "فيديو الصواريخ" التي هاجمت قاعدة عين الأسد الجوية الأمريكية في العراق (سكاي نيوز) - "غرف محصنة" أنقذت الجنود الأميركيين من صواريخ الضربة الإيرانية (سكاي نيوز) - ترامب "سعيد" بنتائج الضربة الإيرانية، ويتوعد بعقوبات قوية (سكاي نيوز) |     |       |      |      |
| |     |       |      |      |
| 8 يناير 2020 (الأربعاء) | عدل | تاريخ | راقب | تصفح |

| 8 يناير 2020 (الأربعاء) | عدل | تاريخ | راقب | تصفح |

| \| 9 يناير 2020 (الخميس) \| عدل \| تاريخ \| راقب \| تصفح \| |     |       |      |      |
| - القضاء اللبناني ينتهي من استجواب كارلوس غصن ويحيل الملف للنائب العام (رويترز) - رئيس الأركان الأمريكي: إيران كانت تهدف لقتل عسكريين أمريكيين في الهجوم الصاروخي على قاعدة عين الأسد (رويترز) - محققون دوليون: هجمات سبتمبر على منشآت النفط السعودية ليست من فعل الحوثيين (رويترز) - أوكرانيا تبدل لهجتها، وتبحث عن حطام "صاروخ روسي" أسقط الطائرة (سكاي نيوز) - ليبيا: الكتيبة 604 تنضم للجيش الوطني وترد على الإخوان (سكاي نيوز) - إيران: الشعب يتهكم على الحكومة بعد الصواريخ الكاذبة التي استهدفت القواعد الأمريكية في العراق (سكاي نيوز) - سقوط صاروخ قرب قاعدة عراقية تستضيف قوات أميركية بمنطقة فضلان في الدجيل، بمحافظة صلاح الدين شمالي العراق (سكاي نيوز) - فيديو يكشف لحظة ضرب الطائرة الأوكرانية بصاروخ (سكاي نيوز) |     |       |      |      |
| |     |       |      |      |
| 9 يناير 2020 (الخميس) | عدل | تاريخ | راقب | تصفح |

| 9 يناير 2020 (الخميس) | عدل | تاريخ | راقب | تصفح |

| \| 10 يناير 2020 (الجمعة) \| عدل \| تاريخ \| راقب \| تصفح \| |     |       |      |      |
| - أوكرانيا تقول إن طائرتها قد تكون أسقطت بصاروخ لكن هذا لم يؤكد بعد (رويترز) - إيران تدعو كندا لتسليم ما لديها من معلومات بشأن الطائرة الأوكرانية المنكوبة (رويترز) - الجيش الأمريكي يدرس تعديلات بعدما فاجأته إيران بهجوم في العراق (رويترز) |     |       |      |      |
| |     |       |      |      |
| 10 يناير 2020 (الجمعة) | عدل | تاريخ | راقب | تصفح |

| 10 يناير 2020 (الجمعة) | عدل | تاريخ | راقب | تصفح |

| \| 11 يناير 2020 (السبت) \| عدل \| تاريخ \| راقب \| تصفح \|                                                                              |     |       |      |      |
| - سلطنة عمان: وفاة السلطان قابوس بن سعيد (رويترز) - التلفزيون الرسمي الإيراني: الطائرة الأوكرانية أسقطت في إيران نتيجة خطأ بشري (رويترز) |     |       |      |      |
| |     |       |      |      |
| 11 يناير 2020 (السبت) | عدل | تاريخ | راقب | تصفح |

| 11 يناير 2020 (السبت) | عدل | تاريخ | راقب | تصفح |

| \| 12 يناير 2020 (الأحد) \| عدل \| تاريخ \| راقب \| تصفح \| |     |       |      |      |
| - العراق: إصابة 4 في هجوم على قاعدة بلد الجوية، وهي قاعدة عسكرية تستضيف قوات أمريكية (رويترز) - بريطانيا وألمانيا تدينان احتجاز السفير البريطاني لدى إيران (رويترز) - آلاف الكنديين يحضرون مراسم تأبين ضحايا تحطم الطائرة الأوكرانية (رويترز) - مقتل 17 شخصا على الأقل في موجة برد تجتاح أفغانستان (رويترز) - قالت جماعة حزب الله اللبنانية: حان الوقت كي يبدأ حلفاء إيران بالرد على مقتل قاسم سليماني (رويترز) |     |       |      |      |
| |     |       |      |      |
| 12 يناير 2020 (الأحد) | عدل | تاريخ | راقب | تصفح |

| 12 يناير 2020 (الأحد) | عدل | تاريخ | راقب | تصفح |

| \| 13 يناير 2020 (الإثنين) \| عدل \| تاريخ \| راقب \| تصفح \| |     |       |      |      |
| - وفاة المواطن المصري-الأمريكي مصطفى قاسم بالسجن في مصر جراء اضرابه عن الطعام (الجزيرة) - تجدد الاحتجاجات الإيرانية وغضب المحتجين يتصاعد بعد كارثة إسقاط طائرة الركاب الأوكرانية (رويترز) - إيران تحذر بريطانيا من رد فعل أقوى لو ارتكبت "أخطاء جديدة"، جاء هذا التحذير بعد احتجاز طهران السفير البريطاني (رويترز) - أمريكا تقرر طرد بعض المتدربين السعوديين بعد إطلاق نار في قاعدة بحرية في ولاية فلوريدا (رويترز) - ألمانيا تجلي الآلاف من سكان مدينة دورتموند لإبطال مفعول قنبلتين من الحرب العالمية الثانية (سكاي نيوز) - زيارة كل من خليفة حفتر وفايز السرّاج مدينة موسكو لأجل توقيع وقف إطلاق النار (سكاي نيوز) - مايك بومبيو يندّد بالهجوم الصاروخي الذي استهدف قاعدة بلد الجوية في العراق والتي تتواجد فيها قوات أميركية (سكاي نيوز) - الاحتجاجات العراقية: مواجهات عنيفة بين المتظاهرين وشرطة مكافحة الشغب وسط كربلاء وإصابة عشرة من المتظاهرين (سكاي نيوز) |     |       |      |      |
| |     |       |      |      |
| 13 يناير 2020 (الإثنين) | عدل | تاريخ | راقب | تصفح |

| 13 يناير 2020 (الإثنين) | عدل | تاريخ | راقب | تصفح |

| \| 14 يناير 2020 (الثلاثاء) \| عدل \| تاريخ \| راقب \| تصفح \| |     |       |      |      |
| - محاولة انقلاب عسكري في السودان (العربية) - اشتباكات بين المتظاهرين وقوى الأمن أمام مصرف لبنان بعد محاولات لاقتحامه (العربية) - رئيس وزراء كندا جاستن ترودو يقول إنه لم يتم تحذيره من الضربة الأمريكية التي قتلت قاسم سليماني (رويترز) - تحذير مسبق بساعات أنقذ أرواح جنود أمريكيين وعراقيين من الهجوم الصاروخي الإيراني (رويترز) |     |       |      |      |
| |     |       |      |      |
| 14 يناير 2020 (الثلاثاء) | عدل | تاريخ | راقب | تصفح |

| 14 يناير 2020 (الثلاثاء) | عدل | تاريخ | راقب | تصفح |

| \| 15 يناير 2020 (الأربعاء) \| عدل \| تاريخ \| راقب \| تصفح \| |     |       |      |      |
| - اشتباكات في بيروت، وقوات الأمن تعتقل العشرات، وسقوط عدد من الجرحى إثر إطلاق الغاز المسيل للدموع (سكاي نيوز) - فرنسا: المخرج الوحيد من الأزمة الإيرانية هو اتفاق أوسع معها وتخفيف العقوبات (رويترز) - منشورات مواقع التواصل الاجتماعي تدعو لمزيد من الاحتجاجات في إيران (رويترز) - تركيا: قوات الأمن المصرية داهمت مكتب وكالة أنباء الأناضول في القاهرة (رويترز) - مسؤول بالأمم المتحدة: السياسيون اللبنانيون في موقف المتفرج والاقتصاد ينهار نحو أزمة اقتصادية ومالية (رويترز) - وزير الدفاع التركي: من السابق لأوانه القطع بانهيار وقف إطلاق النار في ليبيا (رويترز) |     |       |      |      |
| |     |       |      |      |
| 15 يناير 2020 (الأربعاء) | عدل | تاريخ | راقب | تصفح |

| 15 يناير 2020 (الأربعاء) | عدل | تاريخ | راقب | تصفح |

| \| 16 يناير 2020 (الخميس) \| عدل \| تاريخ \| راقب \| تصفح \| |     |       |      |      |
| - ألمانيا: حفتر ملتزم بوقف إطلاق النار في ليبيا (رويترز) - فرنسا ستنشر حاملة الطائرات شارل ديجول لدعم عمليات جيشها في منطقة الشرق الأوسط (رويترز) - دول تطالب إيران بدفع تعويضات لعائلات ضحايا الطائرة الأوكرانية (رويترز) - رئيسة مجلس النواب الأمريكي نانسي بيلوسي تتهم إدارة ترامب بانتهاك القانون لحجب المساعدات الأمريكية عن أوكرانيا (رويترز) - وفاة الممثلة المصرية ماجدة الصباحي عن 89 عاما (رويترز) |     |       |      |      |
| |     |       |      |      |
| 16 يناير 2020 (الخميس) | عدل | تاريخ | راقب | تصفح |

| 16 يناير 2020 (الخميس) | عدل | تاريخ | راقب | تصفح |

| \| 17 يناير 2020 (الجمعة) \| عدل \| تاريخ \| راقب \| تصفح \| |     |       |      |      |
| - رد أميركي على تهديدات علي خامنئي، وعقوبات على قائد بالحرس الثوري (سكاي نيوز) - فرنسا تنشر منظومة رادار في السعودية "لطمأنة" المملكة (رويترز) - الجيش الأمريكي: إصابة 11 جنديا في هجوم إيران الصاروخي في 8 يناير بالعراق (رويترز) - بريطانيا تدرج حزب الله اللبناني بكل مؤسساته في قائمة المنظمات الإرهابية (بي بي سي) - مقتل قاسم سليماني: هل يمثل اغتيال القائد الإيراني مسألة شخصية لبومبيو؟ (بي بي سي) |     |       |      |      |
| |     |       |      |      |
| 17 يناير 2020 (الجمعة) | عدل | تاريخ | راقب | تصفح |

| 17 يناير 2020 (الجمعة) | عدل | تاريخ | راقب | تصفح |

| \| 18 يناير 2020 (السبت) \| عدل \| تاريخ \| راقب \| تصفح \| |     |       |      |      |
| - دونالد ترامب يقدم وصفا دراميا للدقائق التي سبقت قتل قاسم سليماني (رويترز) - الإخبارية السعودية: مقتل 32 في هجوم للحوثيين على معسكر تدريب في مأرب باليمن (رويترز) - عشرات المصابين والجرحى جراء الاشتباكات بين قوات الأمن والمتظاهرين في بيروت (العربية) - قلق دولي من تعطيل إنتاج نفط ليبيا، وتأكيد على رفض التدخلات (سكاي نيوز) - الاحتجاجات العراقية: مقتل متظاهرين في مواجهات على جسر السنك في بغداد (سكاي نيوز) - دونالد ترامب: يجب على خامنئي أن ينتبه بشدة إلى كلماته! (سكاي نيوز) |     |       |      |      |
| |     |       |      |      |
| 18 يناير 2020 (السبت) | عدل | تاريخ | راقب | تصفح |

| 18 يناير 2020 (السبت) | عدل | تاريخ | راقب | تصفح |

| \| 19 يناير 2020 (الأحد) \| عدل \| تاريخ \| راقب \| تصفح \| |     |       |      |      |
| - أردوغان يحث القائد العسكري الليبي خليفة حفتر على التخلي عن موقفه العدواني (رويترز) - البرلمان الأردني يقر مشروع قانون لحظر استيراد الغاز من إسرائيل (رويترز) - عملية قرصنة "ضخمة" تكشف بيانات نصف مليون من مستخدمي شبكة الإنترنت (سكاي نيوز) - إيران: لن نسلم الصندوقين الأسودين للطائرة "المنكوبة" إلى كييف (سكاي نيوز) - لبنان: إصابة وجرح 400 متظاهر و147 عنصر من قوات الأمن في "احتجاجات بيروت" (سكاي نيوز) - العراق: الاحتجاجات مستمرة ومحافظات الجنوب تشتعل، وقطع المتظاهرون جميع الطرق الرئيسية في بغداد ومحافظة النجف (وسط البلاد)، بما في ذلك طريق مطار النجف الدولي (سكاي نيوز) |     |       |      |      |
| |     |       |      |      |
| 19 يناير 2020 (الأحد) | عدل | تاريخ | راقب | تصفح |

| 19 يناير 2020 (الأحد) | عدل | تاريخ | راقب | تصفح |

| \| 20 يناير 2020 (الإثنين) \| عدل \| تاريخ \| راقب \| تصفح \| |     |       |      |      |
| - الاحتجاجات العراقية: إغلاق أكبر جسر في بغداد ومقتل 3 متظاهرين وإصابة 50 آخرين بجروح (العربية) - مقتل أربعة من المتظاهرين وشرطيين في استمرار الاحتجاجات ضد الحكومة بالعراق (رويترز) |     |       |      |      |
| |     |       |      |      |
| 20 يناير 2020 (الإثنين) | عدل | تاريخ | راقب | تصفح |

| 20 يناير 2020 (الإثنين) | عدل | تاريخ | راقب | تصفح |

| \| 21 يناير 2020 (الثلاثاء) \| عدل \| تاريخ \| راقب \| تصفح \| |     |       |      |      |
| - الرئيس اللبناني يعلن تشكيل الحكومة اللبنانية الجديدة (العربية) - مقتل اثنين من المتظاهرين بينما تحاول شرطة العراق إنهاء الاضطرابات (رويترز) - خلاف بين كندا وإيران بشأن جهة تحليل الصندوقين الأسودين للطائرة الأوكرانية (رويترز) |     |       |      |      |
| |     |       |      |      |
| 21 يناير 2020 (الثلاثاء) | عدل | تاريخ | راقب | تصفح |

| 21 يناير 2020 (الثلاثاء) | عدل | تاريخ | راقب | تصفح |

| \| 22 يناير 2020 (الأربعاء) \| عدل \| تاريخ \| راقب \| تصفح \| |     |       |      |      |
| - بكين تحذر من سرعة تفشي فيروس كورونا والوفيات ترتفع إلى 17 شخصا وتأكد إصابة 540 شخصا مع تأهب عالمي لانتشارهِ كــ"وباء" (سكاي نيوز) - أزمة العراق تراوح مكانها، والاحتجاجات العراقية في تصاعد مستمر (سكاي نيوز) - متظاهرو العراق يتحدون الطقس البارد مع استمرار إغلاق الطرق والجسور في بغداد والمحافظات الجنوبية وزيادة عدد القتلى (سكاي نيوز) - لبنان: تواصل الاشتباكات بين الأمن والمتظاهرين المحتجين أمام مبنى البرلمان على وقع اجتماع الحكومة اللبنانية الجديدة (العربية) - الجيش الوطني الليبي يعلن إسقاط طائرة تركية مسيرة (العربية) - دونالد ترامب يقلل من إصابات جنود الجيش الأمريكي جراء هجمات إيران (العربية) - الحكومة اللبنانية الجديدة تجتمع للمرة الأولى (رويترز) - حسن روحاني: إيران لن تسعى أبدا لامتلاك سلاح نووي في وجود الاتفاق النووي أو بدونه (رويترز) - تقرير للأمم المتحدة يتهم السعودية باختراق هاتف رئيس أمازون (رويترز) |     |       |      |      |
| |     |       |      |      |
| 22 يناير 2020 (الأربعاء) | عدل | تاريخ | راقب | تصفح |

| 22 يناير 2020 (الأربعاء) | عدل | تاريخ | راقب | تصفح |

| \| 23 يناير 2020 (الخميس) \| عدل \| تاريخ \| راقب \| تصفح \| |     |       |      |      |
| - مصر تبدأ فحص المسافرين القادمين من الصين بعد انتشار فيروس كورونا الجديد (رويترز) - أبوظبي تبدأ إجراءات فحص المسافرين القادمين من الصين بعد انتشار فيروس كورونا الجديد (رويترز) - الصين تغلق مدينة يقطنها 11 مليونا في مركز انتشار فيروس كورونا (رويترز) - برايان هوك: خليفة القائد الإيراني قاسم سليماني سيواجه نفس المصير إذا قتل أمريكيين (رويترز) - مقتل نحو 40 جنديا سوريا في هجوم شنه مسلحون في إدلب (رويترز) |     |       |      |      |
| |     |       |      |      |
| 23 يناير 2020 (الخميس) | عدل | تاريخ | راقب | تصفح |

| 23 يناير 2020 (الخميس) | عدل | تاريخ | راقب | تصفح |

| \| 24 يناير 2020 (الجمعة) \| عدل \| تاريخ \| راقب \| تصفح \| |     |       |      |      |
| - مقتل أكثر من 18 شخصا في زلزال قوي بشرق تركيا (رويترز) - الذهب يبلغ الذروة منذ أسبوعين لإقبال الناس على شراء أصول الملاذات الآمنة بسبب مخاوف انتشار وباء فيروس كورونا الجديد (رويترز) - مقتل محتجين اثنين وإصابة 25 في اشتباكات مع الشرطة في بغداد (رويترز) - محتجون في العراق يطالبون بطرد القوات الأمريكية ويهتفون "كلا كلا أمريكا"، وكانت كتائب سرايا السلام التابعة لمقتدى الصدر وقوات الحشد الشعبي الشيعية تحمي المحتجين (رويترز) - ارتفاع عدد القتلى والجرحى بسبب "زلزال تركيا" نحو 300 (سكاي نيوز) - الهتافات من ساحة التحرير ببغداد: لا مقتدى ولا هادي حرة تظل بلادي (العربية) - فقدان 3 فرنسيين وعراقي في بغداد في ظروف غامضة (العربية) |     |       |      |      |
| |     |       |      |      |
| 24 يناير 2020 (الجمعة) | عدل | تاريخ | راقب | تصفح |

| 24 يناير 2020 (الجمعة) | عدل | تاريخ | راقب | تصفح |

| \| 25 يناير 2020 (السبت) \| عدل \| تاريخ \| راقب \| تصفح \| |     |       |      |      |
| - الرئيس الصيني: الوضع خطير وبكين تستطيع الانتصار على وباء كورونا (سكاي نيوز) - بسبب انتشار وباء فيروس كورونا الجديد، هونغ كونغ تعلن حالة الطوارئ (سكاي نيوز) - المواجهات تشتد بين المتظاهرين وقوات الأمن العراقي التي تحاول فض الاعتصامات بالقوة مع زيادة عدد الاصابات وحرق خيم المعتصمين في البصرة (سكاي نيوز) - قوات الأمن العراقية تشتبك مع المتظاهرين ومقتل 4 وإصابة العشرات في اشتباكات ببغداد والسلطات تزيل الحواجز وتفتح الطرق بعد انسحاب أنصار الصدر (رويترز) |     |       |      |      |
| |     |       |      |      |
| 25 يناير 2020 (السبت) | عدل | تاريخ | راقب | تصفح |

| 25 يناير 2020 (السبت) | عدل | تاريخ | راقب | تصفح |

| \| 26 يناير 2020 (الأحد) \| عدل \| تاريخ \| راقب \| تصفح \| |     |       |      |      |
| - إغلاق ملاهي ديزني لاند وأوشن بارك في هونج كونج ابتداء من يوم الأحد بسبب تفشي فيروس كورونا (رويترز) - هجمات برية وجوية لقوات أفغانستان ضد جماعة حركة طالبان ومقتل 51 من عناصر الحركة (رويترز) - مقتل أحد المحتجين في بغداد في اشتباكات مع قوات الأمن (رويترز) - فيضانات تقتل 46 شخصا على الأقل وتشرد أكثر من 25 ألفا في البرازيل (رويترز) - جهود الإنقاذ بعد زلزال تركيا تقترب من نهايتها (رويترز) |     |       |      |      |
| |     |       |      |      |
| 26 يناير 2020 (الأحد) | عدل | تاريخ | راقب | تصفح |

| 26 يناير 2020 (الأحد) | عدل | تاريخ | راقب | تصفح |

| \| 27 يناير 2020 (الإثنين) \| عدل \| تاريخ \| راقب \| تصفح \| |     |       |      |      |
| - تحطم طائرة وسط أفغانستان، وحركة طالبان تعلن مقتل كل من كانوا على متن الطائرة المستهدفة ومن بينهم ضباط أمريكيين (سكاي نيوز) - مقتل محتجين اثنين في الناصرية بجنوب العراق (رويترز) - البرلمان اللبناني يقر ميزانية 2020 (رويترز) - حزب النهضة الإسلامي في تونس يدعو إلى حكومة وحدة ويرفض استبعاد بعض الأحزاب (رويترز) - مقتل لاعب كرة السلة الشهير كوبي براينت في تحطم طائرة مروحية بولاية كاليفورنيا (بي بي سي) - فيروس كورونا: ارتفاع عدد الوفيات إلى 81، والصين تمدد عطلة العام الجديد (بي بي سي) - صواريخ تصيب السفارة الأمريكية في بغداد (بي بي سي) |     |       |      |      |
| |     |       |      |      |
| 27 يناير 2020 (الإثنين) | عدل | تاريخ | راقب | تصفح |

| 27 يناير 2020 (الإثنين) | عدل | تاريخ | راقب | تصفح |

| \| 28 يناير 2020 (الثلاثاء) \| عدل \| تاريخ \| راقب \| تصفح \| |     |       |      |      |
| - زلزال عنيف يضرب كوبا وجامايكا وتحذيرات من تسونامي (سكاي نيوز) - الرئيس الفلسطيني يصف خطة ترامب بالمؤامرة (رويترز) - ترامب يقول إن نتنياهو أبلغه بأن خطته المقترحة أساس للتفاوض المباشر (رويترز) - مقتل 39 شخصا في هجوم لمتشددين على قرية في بوركينا فاسو (رويترز) - مصر تدعو إلى حوار بشأن خطة السلام الأمريكية (رويترز) - بريطانيا تدعو قادة إسرائيل والفلسطينيين إلى دراسة الخطة الأمريكية بإنصاف (رويترز) - ارتفاع عدد المتوفين بسبب فيضانات البرازيل إلى 50 شخصا (رويترز) |     |       |      |      |
| |     |       |      |      |
| 28 يناير 2020 (الثلاثاء) | عدل | تاريخ | راقب | تصفح |

| 28 يناير 2020 (الثلاثاء) | عدل | تاريخ | راقب | تصفح |

| \| 29 يناير 2020 (الأربعاء) \| عدل \| تاريخ \| راقب \| تصفح \| |     |       |      |      |
| - ارتفاع وفيات فيروس كورونا في الصين إلى 132 واليابان وأمريكا تجليان رعاياهما (رويترز) - أسهم اليابان ترتفع بعد عمليات بيع استمرت يومين مع استمرار مخاوف فيروس كورونا (رويترز) - الجامعة العربية: خطة ترامب تشير إلى إهدار كبير لحقوق الفلسطينيين المشروعة (رويترز) - واشنطن تكشف حصيلة جديدة لإصابات جنودها في الهجوم الإيراني على قاعدة عين الأسد (سكاي نيوز) - الإمارات تسجل أول إصابة بفيروس كورونا الجديد وحالة المصابين مستقرة (سكاي نيوز) - الفيروس القاتل يحصد المزيد من الضحايا وعدد المصابون يصل نحو 6000 (سكاي نيوز) - الاحتجاجات العراقية: مهلة "أخيرة" للكتل النيابية لترشيح رئيس للحكومة (سكاي نيوز) |     |       |      |      |
| |     |       |      |      |
| 29 يناير 2020 (الأربعاء) | عدل | تاريخ | راقب | تصفح |

| 29 يناير 2020 (الأربعاء) | عدل | تاريخ | راقب | تصفح |

| \| 30 يناير 2020 (الخميس) \| عدل \| تاريخ \| راقب \| تصفح \| |     |       |      |      |
| - الاحتجاجات العراقية: جرحى في بغداد خلال مواجهات المتظاهرين مع قوات الأمن (سكاي نيوز) - أحمد المسماري: رصدنا إنزال أسلحة وصواريخ تركية في ميناء طرابلس (سكاي نيوز) - أعلن الرئيس الأميركي دونالد ترامب تأسيس "وحدة خاصة"، لمواجهة انتشار وباء فيروس كورونا (سكاي نيوز) - عدد وفيات فيروس كورونا في الصين يرتفع إلى 170 وعدد الإصابات 7711 (رويترز) - مجلس الذهب العالمي: الطلب على المعدن الأصفر تراجع في عام 2019 (رويترز) - أعلنت منظمة الصحة العالمية تفشي فيروس كورونا في الصين يشكل الآن حالة طوارئ صحية عامة تثير قلقا دوليا (رويترز) |     |       |      |      |
| |     |       |      |      |
| 30 يناير 2020 (الخميس) | عدل | تاريخ | راقب | تصفح |

| 30 يناير 2020 (الخميس) | عدل | تاريخ | راقب | تصفح |

| \| 31 يناير 2020 (الجمعة) \| عدل \| تاريخ \| راقب \| تصفح \| |     |       |      |      |
| - بسبب فيروس كورونا الجديد إيطاليا تعلن حالة الطوارئ (العربية) - فايروس كورونا يحصد المزيد: ارتفاع حصيلة الوفيات إلى 213 حالة وفاة (العربية) - وزير خارجية بريطانيا: لندن قلقة من اتجاه إسرائيل لضم أجزاء من الضفة الغربية (رويترز) - وكالة الأمم المتحدة لإغاثة وتشغيل اللاجئين الفلسطينيين (الأونروا): تخشى أن تشعل الخطة الأمريكية للسلام في الشرق الأوسط العنف (رويترز) |     |       |      |      |
| |     |       |      |      |
| 31 يناير 2020 (الجمعة) | عدل | تاريخ | راقب | تصفح |

| 31 يناير 2020 (الجمعة) | عدل | تاريخ | راقب | تصفح |